# 9P149
9P149 (russisch 9П149) ist ein leicht gepanzertes Gefechtsfahrzeug sowjetischer Produktion auf MT-LB-Basis, das in ein Panzerabwehrraketensystem mit Panzerabwehrlenkwaffen 9K114 Schturm und 9K120 Ataka umgebaut und 1990 eingeführt wurde.

## Entwicklung
Die Entwicklung einer motorisierten Version des Panzerabwehrlenkraketensystems 9K114 Schturm begann in den 1970er Jahren im Konstruktionsbüro KBM in Kolomna. Die Entwicklungstests endeten im Jahr 1978, woraufhin das System im Jahr 1979 in die Armee aufgenommen wurde. Am 30. Juni 2014 wurde in die russische Armee die modernisierte Version mit der internen Bezeichnung 9K132 bzw. 9P149M, mit den Panzerabwehrraketen 9K120 Ataka verschiedener Modifikationen, aufgenommen. Das Fahrzeug verfügt damit neuerdings u. a. über ein Zielerfassungssystem mit Fernseh- und Wärmebildkameras, einen Laserentfernungsmesser und einen Funkübertragungskanal für die Raketensteuerung.

## Beschreibung
Das Gefechtsfahrzeug 9P149 stellt eine leicht gepanzerte Version des MT-LB Truppentransporters dar. Diese Version ist unter anderem mit Schutzmechanismen gegen Auswirkungen von Massenvernichtungswaffen ausgestattet, weshalb in das Fahrzeug etwa eine Filter- bzw. Lüftungsanlage integriert wurde und sonstige Mittel gegen chemische und radioaktive Belastungen zum Schutz der Besatzung.

### Wanne
Die leicht gepanzerte Wanne bietet einen Schutz gegen Projektile kleineren Kalibers. Im Innenraum sind die Panzerabwehrraketen in den Behältern einer drehbaren Trommel gelagert.

### Bewaffnung

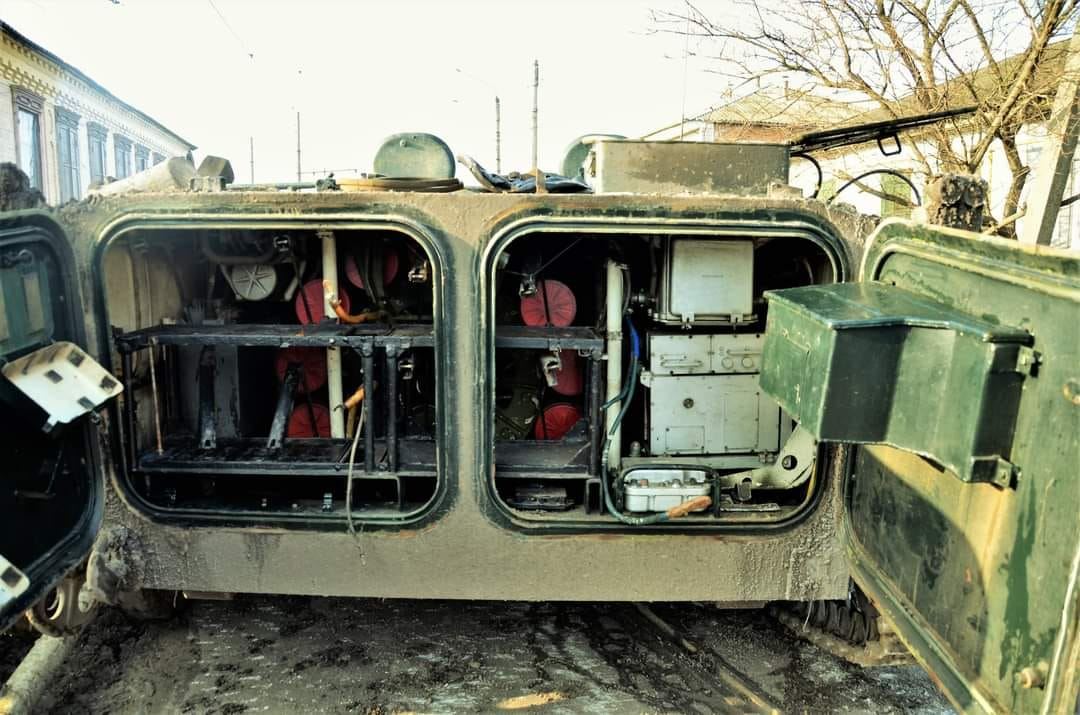
Das Trommelmagazin mit den Flugkörperbehältern (rot) eines 9P149 während des russischen Überfalls auf die Ukraine 2022.

Die Hauptbewaffnung bilden 12 130-mm-Startcontainer mit insgesamt 12 lenkbaren Panzerabwehrraketen 9K114 Schturm oder 9K120 Ataka. Die Raketen werden in zwei Ebenen anvisiert, das Laden neuer Raketen erfolgt automatisch, weshalb die Feuerrate 3–4 Schuss pro Minute beträgt. Während der Fahrt wird das Abfeuerungssystem für die Raketen im Rumpf automatisch verstaut. Der horizontale Winkel zum Anvisieren beträgt zwischen −85 und +85 Grad, der vertikale zwischen −5 und +15 Grad. Während des Gefechtszustands befindet sich das Raketensystem im automatischen Betrieb. Nach dem Abfeuern der Rakete wird der nun leere Transportcontainer der Rakete ausgeworfen und ein neuer Transportcontainer mit einer Rakete aus der Trommel zum Abfeuern herausbefördert. Auf dem Rumpf ist ein optisches System installiert, das eine automatische Zielverfolgung des anvisierten Objektes gewährleistet. Das Zielobjekt kann sich dabei bis zu einer Geschwindigkeit von 80 km/h in frontaler und bis 60 km/h in seitlicher Bewegung zum Entfernungsmesser befinden.
Das Gefechtsfahrzeug ist mithilfe der 9K114-Schturm- und 9K120-Ataka-Panzerabwehrraketen in der Lage, gepanzerte Fahrzeuge auf eine Entfernung von 400 bis 5000 bzw. 6000 Meter zu beschießen. Die panzerbrechende Munition der 9K114 Schturm kann eine Panzerung von maximal 800 mm hinter der Reaktivpanzerung, die der 9K120 Ataka eine Panzerung zwischen 800 und 950 mm hinter der Reaktivpanzerung durchschlagen.

## Nutzerstaaten

### Aktuelle Nutzer
- Armenien – Ab dem Januar 2018 befinden sich 13 9P149 im Dienst.[6]:181
- Kasachstan – Ab dem Januar 2018 befindet sich eine unbekannte Anzahl 9P149 im Dienst.[6]:188
- Russland – Ab dem 5. Juni 2019 befinden sich mindestens 494 9P149 einsatzbereit im Heer.[7][8][9][10][11]

- Turkmenistan – Ab dem Januar 2018 befinden sich 36 9P149 im Dienst.[6]:208
- Belarus – Ab dem Januar 2018 befinden sich 85 9P149 im Dienst.[6]:185

### Ehemalige Nutzer
- Montenegro – Spätestens bis zum Januar 2018 ausgemustert.[6]:129

- Ukraine – Spätestens bis zum Januar 2018 ausgemustert.[6]:210